# Sergines (tổng)
Tổng Sergines là một tổng nằm trong quận Sens thuộc Tỉnh của Yonne của Pháp.

## Phân chia hành chính
Tổng Sergines được chia thành các đơn vị hành chính cấp dưới gồm các xã:
- La Chapelle-sur-Oreuse;
- Compigny;
- Courlon-sur-Yonne;
- Pailly;
- Perceneige;
- Plessis-Saint-Jean;
- Serbonnes;
- Sergines;
- Thorigny-sur-Oreuse;
- Vinneuf.